# Военно-воздушные силы Албании
Военно-воздушные силы Албании (алб. Forcat Ajrore Shqiptare) в настоящее время находятся в стадии реформирования.

## Пункты базирования
- Авиабаза Ринас, Тирана

## Боевой состав
| Обозначение формирования или части | Вооружение и оснащение | Место расположения |
| ---------------------------------- | ---------------------- | ------------------ |
|                                    |                        |                    |

## Техника и вооружение
Данные о технике и вооружении ВВС Албании взяты со страницы журнала Aviation Week & Space Technology.
| Тип              | Производство | Назначение              | Количество | Примечания    | Изображение |          |
| Самолёты         | Самолёты     | Самолёты                | Самолёты   | Самолёты      | Самолёты    | Самолёты |
| ---------------- | ------------ | ----------------------- | ---------- | ------------- | ----------- | -------- |
| Chengdu J-7      | Китай        | истребитель-перехватчик | 11         | Небоеспособны |             |          |
| Shenyang J-6     | Китай        | истребитель             | 65         | Небоеспособны |             |          |
| Nan Chang Y-5    | Китай        | общего назначения       | 4          | На хранении   |             |          |
| Ан-2             | СССР         | транспортный            | 11         | На хранении   |             |          |
| Ил-14            | СССР         | транспортный            | 4          | На хранении   |             |          |
| Вертолёты        |              |                         |            |               |             |          |
| Agusta A109C     | Италия       | многоцелевой вертолёт   | 1          |               |             |          |
| Agusta AB205A    | Италия       | многоцелевой вертолёт   | 5          |               |             |          |
| Agusta AB206C    | Италия       | многоцелевой вертолёт   | 7          |               |             |          |
| MBB BO 105M      | Германия     | многоцелевой вертолёт   | 8          |               |             |          |
| Eurocopter EC145 | Германия     | многоцелевой вертолёт   | 1          |               |             |          |

## Опознавательные знаки

Опознавательный знак ВВС Албании

### Эволюция опознавательных знаков
| Опознавательный знак | Знак на фюзеляж | Знак на киль | Когда использовался            | Порядок нанесения |
| -------------------- | --------------- | ------------ | ------------------------------ | ----------------- |
|                      | нет данных      |              | 1950                           |                   |
|                      | нет данных      | нет данных   | 1958 — 1960                    |                   |
|                      |                 |              | 1960 — 1991                    |                   |
|                      |                 |              | с 1993 года по настоящее время |                   |

## Знаки различия

### Генералы и офицеры
| Категории               | Генералы          | Генералы          | Генералы         | Старшие офицеры | Старшие офицеры | Старшие офицеры | Младшие офицеры | Младшие офицеры | Младшие офицеры   |
| ----------------------- | ----------------- | ----------------- | ---------------- | --------------- | --------------- | --------------- | --------------- | --------------- | ----------------- |
|                         |                   |                   |                  |                 |                 |                 |                 |                 |                   |
| Албанское звание        | Gjeneral Lejtnant | Gjeneral Major    | Gjeneral Brigade | Kolonel         | Nënkolonel      | Major           | Kapiten         | Toger           | Nëntoger          |
| Российское соответствие | Генерал-полковник | Генерал-лейтенант | Генерал-майор    | Полковник       | Подполковник    | Майор           | Капитан         | Лейтенант       | Младший лейтенант |

### Сержанты и солдаты
| Категории               | Подофицеры        | Подофицеры | Подофицеры | Сержанты и старшины | Сержанты и старшины | Сержанты и старшины | Сержанты и старшины | Солдаты   | Солдаты  |
| ----------------------- | ----------------- | ---------- | ---------- | ------------------- | ------------------- | ------------------- | ------------------- | --------- | -------- |
|                         |                   |            |            |                     |                     |                     |                     |           |          |
| Албанское звание        | Kryekapter        | Kapter     | Rreshter   | Tetar               | Nëntetar            | Ushtar IV           | Ushtar III          | Ushtar II | Ushtar I |
| Российское соответствие | Старший прапорщик | Прапорщик  | нет        | Старшина            | Старший сержант     | Сержант             | Младший сержант     | Ефрейтор  | Рядовой  |